# Floyd Red Crow Westerman
Floyd Red Crow Westerman (Sisseton-Wahpeton Dakota Sioux, 17 augustus 1936 – Los Angeles, 13 december 2007) was een Amerikaans muzikant, politiek activist, acteur en schrijver. Westerman werd geboren in het Sisseton-Wahpeton Dakota Sioux Reservation in South Dakota en behoorde tot de Lakota.
Westermans belangrijkste filmrollen zijn die van Sjamaan in Oliver Stones The Doors, en Ten Bears in Kevin Costners Dances With Wolves. In zijn films blijkt Westerman een belangrijke representant van de oorspronkelijke Amerikaanse cultuur. Zijn debuut maakte Westerman in Renegades als "Red Crow", de vader van hoofdrolspeler Lou Diamond Phillips.
Al ruim voordat Westerman bekendheid verkreeg als acteur was hij een Country & Western zanger, hij werkte onder anderen met Jackson Browne, Willie Nelson, Joni Mitchell, Kris Kristofferson, en Buffy Sainte-Marie.
Westerman wierp zich regelmatig op als voorvechter van de oorspronkelijke Amerikanen, en werkte daarin vaak samen met de American Indian Movement.